# Rekin z bagien
Rekin z bagien (ang. Swamp Shark) – amerykański horror z gatunku science fiction z 2011 roku w reżyserii Griffa Fursta. Wyprodukowany przez Bullet Films. W filmie występują Kristy Swanson, D.B. Sweeney, Robert Davi, Jason Rogel, Sophie Sinise, Richard Tanne i Jeff Chase.
Premiera filmu miała miejsce 25 czerwca 2011 roku na amerykańskim kanale Sci Fi.

## Opis fabuły
W Luizjanie z ciężarówki przemytników wydostaje się rekin, należący do rzadkiego i wyjątkowo groźnego gatunku. Trafia na mokradła i wkrótce zaczyna polować na ludzi. Właścicielka baru Rachel Bouchard (Kristy Swanson) i agent Charlie (D.B. Sweeney) stają na czele grupy walczącej z bestią.

## Obsada
- Kristy Swanson jako Rachel Bouchard
- D.B. Sweeney jako Tommy Breysler
- Robert Davi jako szeryf Watson
- Richard Tanne jako Tyler
- Jeff Chase jako Jason „Swamp Thing” Bouchard
- Jason Rogel jako Martin
- Sophie Sinise jako Krystal Bouchard
- Wade Boggs jako zastępca Stanley
- Dylan Ramsey jako Scott
- Charles Harrelson jako Noah
- Natacha Itzel jako Sarah

i inni